# リアルグレード
リアルグレード (Real Grade、RG) は、BANDAI SPIRITSが発売するプラモデルシリーズのブランド名。
公式サイトには「「本物であること」を追求し、緻密なパーツ構成や質感表現を実現。作る楽しみと興奮を凝縮したブランド。」と銘打たれている。

## 概要
リアルグレードは、ガンプラ30周年記念企画として登場した。第1弾は「RG 1/144 RX-78-2 ガンダム」であり、2010年7月24日に発売された。手のひらサイズで本物のようなリアルなモデルを」と、過去に発売されたブランドで培われた様々な技術の集大成として、各部にシリーズコンセプトであるリアルを求める工夫が施されている。組立においては内部のフレームに装甲をはめていく実際の構造設定に近い設計がされており、各関節はガンプラの中でも最大級の可動域が実現されている。
RX-78-2 ガンダムでは青色や白色、赤色部分、第2弾に登場したMS-06S シャア専用ザクでは赤色部分など、過去は一色で成形されていたパーツもデザインアレンジおよび2 - 3色の細かい色分けがなされ、未塗装状態でも非常に見栄えのするモデルが完成するのも特徴。そのため、パッケージでもスミ入れとトップコートだけで仕上げたものや素組み状態の写真が使用されている。
RGのカテゴリーには「ガンダムシリーズ」以外では、2020年に『ヱヴァンゲリヲン新劇場版』シリーズ、2022年には『勇者王ガオガイガー』もラインナップに加わっている。

## 特徴
ランナーとパーツを繋ぐゲート部にはキャビゲート・アンダーゲート・クサビゲートを採用し、各パーツごとに白化やゲート跡を極力目立たせない工夫がなされている。
キットの構造として、従来のシステムインジェクションを進化させたアドバンスドMSジョイントという技術を採用（バンダイが特許出願中）。溶融温度170℃前後のポリプロピレン(PP)で成形した上から、それよりも低い110℃で溶解する耐高衝撃性ABS樹脂を重ねて成形しており、すでに半分組み立てられた状態の独特なランナーが使われ、パーツを切り離すだけで骨組みがほぼ完成する。
これによって組み立て時のストレスが緩和され、少ない部品数で大きな可動を実現しているが、その半面デリケートなパーツが多い。アドヴァンスドMSジョイントの採用で、Ζガンダムのウェイブライダーへの完全変形やユニコーンガンダムのデストロイモードへの変形といった、「今までの1/144スケールのモデルでは出来なかった」変形機構の搭載が可能になった。このアドヴァンスドMSジョイントの技術は、後にマスターグレードやパーフェクトグレードにも転用され、ガンプラ以外では「スター・ウォーズ」シリーズでも採用されている(例：グリーヴァス将軍)。
デカールはリアリスティックデカールが付属、注意書きやマーキングを従来のシリーズよりさらに細かく精密に、また点数も100以上と非常に多い。デカールの中には金属表現を再現するためのものもあり、関節などに貼るだけで煌びやかかつメカニックなメッキのような質感を表現可能にしている。なお、RX-78-2 ガンダムは東静岡（『模型の世界首都 静岡ホビーフェア』）のリアルグレード 1/1 RX-78-2 ガンダムを元にモデリングされており、デカールの選択によってそちらを再現することも可能。
リアルグレードのロゴ下部には「EXCITEMENT EMBODIED」と書かれており、この言葉に対し組立説明書の裏表紙では「このキットには興奮がこめられている」という意味だと説明書きがある。
ボックスアートは機体頭部を中心にコンピュータグラフィックス（CG）で精密に描かれており、映り込みまでを再現したまるで実写のような質感のあるものが使われている。

## 商品一覧

### ガンプラ

#### 一般販売
商品名はバンダイホビーサイトの表記に準じる。
| No. | 型式番号           | 商品名                                                        | 発売時期   | 作品名                                                    | 備考                                                     |
| --- | ------------------ | ------------------------------------------------------------- | ---------- | --------------------------------------------------------- | -------------------------------------------------------- |
| 1   | RX-78-2            | RG 1/144 RX-78-2 ガンダム                                     | 2010年7月  | 機動戦士ガンダム                                          |                                                          |
| 2   | MS-06S             | RG 1/144 MS-06S シャア専用ザク                                | 2010年11月 | 機動戦士ガンダム                                          |                                                          |
| 3   | GAT-X105+AQM/E-X01 | RG 1/144 エールストライクガンダム                             | 2011年4月  | 機動戦士ガンダムSEED                                      | RG仕様のエールストライカーが付属                         |
| 4   | MS-06F             | RG 1/144 MS-06F 量産型ザク                                    | 2011年7月  | 機動戦士ガンダム                                          |                                                          |
| 5   | ZGMF-X10A          | RG 1/144 ZGMF-X10A フリーダムガンダム                         | 2011年7月  | 機動戦士ガンダムSEED                                      |                                                          |
| 6   | FX-550             | RG 1/144 スカイグラスパー[ランチャー・ソードパック]           | 2012年2月  | 機動戦士ガンダムSEED                                      | RG仕様のランチャーストライカー、ソードストライカーが付属 |
| 7   | RX-178             | RG 1/144 RX-178 ガンダムMk-II（ティターンズ仕様）             | 2012年4月  | 機動戦士Ζガンダム                                         |                                                          |
| 8   | RX-178             | RG 1/144 RX-178 ガンダムMk-II（エゥーゴ仕様）                 | 2012年5月  | 機動戦士Ζガンダム                                         |                                                          |
| 9   | ZGMF-X09A          | RG 1/144 ZGMF-X09A ジャスティスガンダム                       | 2012年5月  | 機動戦士ガンダムSEED                                      |                                                          |
| 10  | MSZ-006            | RG 1/144 Zガンダム                                            | 2012年11月 | 機動戦士Ζガンダム                                         |                                                          |
| 11  | ZGMF-X42S          | RG 1/144 ZGMF-X42S デスティニーガンダム                       | 2013年4月  | 機動戦士ガンダムSEED DESTINY                              |                                                          |
| 12  | RX-78GP01          | RG 1/144 RX-78GP01 ガンダム試作1号機ゼフィランサス            | 2013年7月  | 機動戦士ガンダム0083                                      |                                                          |
| 13  | RX-78GP01Fb        | RG 1/144 RX-78GP01Fb ガンダム試作1号機フルバーニアン          | 2013年7月  | 機動戦士ガンダム0083                                      |                                                          |
| 14  | ZGMF-X20A          | RG 1/144 ストライクフリーダムガンダム                         | 2013年11月 | 機動戦士ガンダムSEED DESTINY                              |                                                          |
| 15  | GN-001             | RG 1/144 GN-001 ガンダムエクシア                              | 2014年4月  | 機動戦士ガンダム00                                        |                                                          |
| 16  | MSM-07S            | RG 1/144 MSM-07S シャア専用ズゴック                           | 2014年7月  | 機動戦士ガンダム                                          |                                                          |
| 17  | XXXG-00W0          | RG 1/144 XXXG-00W0 ウイングガンダムゼロ EW                    | 2014年12月 | 新機動戦記ガンダムW Endless Waltz                         |                                                          |
| 18  | GN-0000+GNR-010    | RG 1/144 GN-0000+GNR-010 ダブルオーライザー                   | 2014年12月 | 機動戦士ガンダム00                                        |                                                          |
| 19  | MBF-P02            | RG 1/144 MBF-P02 ガンダムアストレイレッドフレーム             | 2015年8月  | 機動戦士ガンダムSEED ASTRAY                               |                                                          |
| 20  | XXXG-01W           | RG 1/144 XXXG-01W ウイングガンダム EW                         | 2016年1月  | 新機動戦記ガンダムW、新機動戦記ガンダムW Endless Waltz    |                                                          |
| 21  | GNT-0000           | RG 1/144 GNT-0000 ダブルオークアンタ                          | 2016年5月  | 劇場版 機動戦士ガンダム00 -A wakening of the Trailblazer- |                                                          |
| 22  | MSN-06S            | RG 1/144 MSN-06S シナンジュ                                   | 2016年8月  | 機動戦士ガンダムユニコーン RE:0096                        |                                                          |
| 23  | GAT-X105B/FP       | RG 1/144 GAT-X105B/FP ビルドストライクガンダム フルパッケージ | 2016年12月 | ガンダムビルドファイターズ                                |                                                          |
| 24  | MBF-P01-Re2        | RG 1/144 ガンダムアストレイ ゴールドフレーム天ミナ            | 2017年3月  | 機動戦士ガンダムSEED ASTRAY                               |                                                          |
| 25  | RX-0               | RG 1/144 ユニコーンガンダム                                   | 2017年8月  | 機動戦士ガンダムUC                                        |                                                          |
| 26  | MS-06R-2           | RG 1/144 MS-06R-2 ジョニー・ライデン専用ザクII                | 2017年11月 | 機動戦士ガンダムMSV                                       |                                                          |
| 27  | RX-0[N]            | RG 1/144 ユニコーンガンダム2号機 バンシィ・ノルン             | 2018年2月  | 機動戦士ガンダムUC                                        |                                                          |
| 28  | OZ-00MS            | RG 1/144 トールギス EW                                        | 2018年4月  | 新機動戦記ガンダムW、新機動戦記ガンダムW Endless Waltz    |                                                          |
| 29  | MSN-04             | RG 1/144 サザビー                                             | 2018年8月  | 機動戦士ガンダム 逆襲のシャア                             |                                                          |
| 30  | RX-0               | RG 1/144 フルアーマー・ユニコーンガンダム                     | 2018年12月 | 機動戦士ガンダムUC                                        |                                                          |
| 31  | XM-X1              | RG 1/144 クロスボーン・ガンダムX1                             | 2019年5月  | 機動戦士クロスボーン・ガンダム                            |                                                          |
| 32  | RX-93              | RG 1/144 νガンダム                                            | 2019年8月  | 機動戦士ガンダム 逆襲のシャア                             |                                                          |
| 33  | ZGMF-X56S/α        | RG 1/144 フォースインパルスガンダム                           | 2020年4月  | 機動戦士ガンダムSEED DESTINY                              |                                                          |
| 34  | MSN-02             | RG 1/144 ジオング                                             | 2021年1月  | 機動戦士ガンダム                                          |                                                          |
| 35  | XXXG-01W           | RG 1/144 ウイングガンダム                                     | 2021年6月  | 新機動戦記ガンダムW                                       |                                                          |
| 36  | RX-93-ν2           | RG 1/144 Hi-νガンダム                                         | 2021年9月  | 機動戦士ガンダム 逆襲のシャア ベルトーチカ・チルドレン    |                                                          |
| 37  | GF13-017NJ II      | RG 1/144 ゴッドガンダム                                       | 2022年8月  | 機動武闘伝Gガンダム                                       |                                                          |
| 38  | OZ-13MS            | RG 1/144 ガンダムエピオン                                     | 2023年9月  | 新機動戦記ガンダムW                                       |                                                          |
| 39  | ZGMF-56E2          | RG 1/144 フォースインパルスガンダム SpecII                    | 2024年2月  | 機動戦士ガンダムSEED FREEDOM                              | 劇中カラーを再現するために一部パーツを新規造形           |
| 40  | RX-78-2            | RG 1/144 RX-78-2ガンダム Ver.2.0                              | 2024年8月  | 機動戦士ガンダム                                          | RG初のVer.2.0                                            |
| 41  | ORB-01             | RG 1/144 アカツキガンダム(オオワシ装備)                       | 2024年12月 | 機動戦士ガンダムSEED DESTINY                              | 2011年に発売されたRGストライクガンダムの一部関節を流用   |
|     | GF13-017NJ         | RG 1/144 シャイニングガンダム                                 | 2025年6月  | 機動武闘伝Gガンダム                                       |                                                          |
|     | XXXG-00W0          | RG 1/144 ウイングガンダムゼロ                                 | 2025年9月  | 新機動戦記ガンダムW                                       |                                                          |

#### 一般販売(セット商品)
| 商品名                                                                  | 発売時期      | 作品名           | 備考 |
| ----------------------------------------------------------------------- | ------------- | ---------------- | ---- |
| RG 1/144 機動戦士ガンダム ラストシューティング ジオングエフェクトセット | 2021年1月発売 | 機動戦士ガンダム |      |

#### 一般販売(限定モデル)
| 型式番号 | 商品名                                                                                    | 発売時期   | 作品名                        | 備考               |
| -------- | ----------------------------------------------------------------------------------------- | ---------- | ----------------------------- | ------------------ |
| RX-0     | RG 1/144 ユニコーンガンダム［プレミアム“ユニコーンモード”ボックス］                       | 2017年8月  | 機動戦士ガンダムUC            | 初回限定パッケージ |
| RX-0[N]  | RG 1/144 ユニコーンガンダム2号機 バンシィ・ノルン［プレミアム“ユニコーンモード”ボックス］ | 2018年2月  | 機動戦士ガンダムUC            | 初回限定パッケージ |
| RX-0     | RG 1/144 ユニコーンガンダム (バンデシネVer.)                                              | 2018年2月  | 機動戦士ガンダムUC            | 数量限定生産       |
| ―        | RG 1/144 νガンダム フィン・ファンネルエフェクトセット                                     | 2019年12月 | 機動戦士ガンダム 逆襲のシャア | 数量限定生産       |

#### イベント限定
| 型式番号                        | 商品名                                                                                           | 発売時期   | 作品名                            | 備考                                                                                               |
| ------------------------------- | ------------------------------------------------------------------------------------------------ | ---------- | --------------------------------- | -------------------------------------------------------------------------------------------------- |
| MS-06S                          | RG 1/144 MS-06S ザクII Ver.GFT                                                                   | 2013年4月  | 機動戦士ガンダム                  | |
| XXXG-00W0                       | RG 1/144 ウイングガンダムゼロ EW パールグロスVer.                                                | 2015年2月  | 新機動戦記ガンダムW Endless Waltz | |
| RX-78-2                         | RG 1/144 RX-78-2 ガンダム カラークリア                                                           | 2015年7月  | 機動戦士ガンダム                  | |
| MBF-P02                         | RG 1/144 ガンダムアストレイ レッドフレーム メッキVer.                                            | 2016年8月  | 機動戦士ガンダムSEED ASTRAY       | |
| MBF-P03                         | RG 1/144 ガンダムアストレイ ブルーフレーム メッキVer.                                            | 2016年11月 | 機動戦士ガンダムSEED ASTRAY       | |
| MSN-06S                         | RG 1/144 シナンジュ[クリアカラー]                                                                | 2017年11月 | 機動戦士ガンダムUC                | |
| GN-0000+GNR-010                 | RG 1/144 ダブルオーライザー[クリアカラー]                                                        | 2018年1月  | 機動戦士ガンダム00                | |
| MBF-P01-Re2                     | RG 1/144 ガンダムアストレイ ゴールドフレーム天ミナ [スペシャルコーティング]                      | 2018年12月 | 機動戦士ガンダムSEED ASTRAY       | |
| MBF-P01-Re                      | RG 1/144 ガンダムアストレイ ゴールドフレーム天 [スペシャルコーティング]                          | 2019年2月  | 機動戦士ガンダムSEED ASTRAY       | |
| MSN-04                          | RG 1/144 サザビー [クリアカラー]                                                                 | 2019年5月  | 機動戦士ガンダム 逆襲のシャア     | |
| RX-93                           | RG 1/144 νガンダム[クリアカラー] 初回生産限定パッケージ                                          | 2020年6月  | 機動戦士ガンダム 逆襲のシャア     | 初回生産限定パッケージ                                                                             |
| RX-78-2                         | GUNPLA 40th メモリアルセット                                                                     | 2020年12月 | 機動戦士ガンダム                  | 旧キット、HG チタニウムフィニッシュ仕様およびRG ソリッドクリア＋グロスインジェクション仕様のセット |
| ZGMF-X56S/α                     | RG 1/144 フォースインパルスガンダム[チタニウムフィニッシュ]                                      | 2021年2月  | 機動戦士ガンダムSEED DESTINY      | |
| XM-X1                           | RG 1/144 クロスボーン・ガンダムX1[クリアカラー]                                                  | 2021年2月  | 機動戦士クロスボーン・ガンダム    | |
| XM-X1                           | RG 1/144 クロスボーン・ガンダムX1［チタニウムフィニッシュ］                                      | 2021年3月  | 機動戦士クロスボーン・ガンダム    | |
| RX-93                           | RG 1/144 νガンダム[クリアカラー]                                                                 | 2021年4月  | 機動戦士ガンダム 逆襲のシャア     | |
| FA-93HWS                        | RG 1/144 νガンダムHWS [クリアカラー]                                                             | 2021年7月  | 機動戦士ガンダム 逆襲のシャアMSV  | |
| RX-78-2、GAT-X105+AQM/E-X01     | RG 1/144 RX-78-2 ガンダム & エールストライクガンダム セット [ガンダムワールドコントラストカラー] | 2021年9月  | 機動戦士ガンダム                  | |
| ZGMF-X10A、ZGMF-X09A、ZGMF-X13A | 『機動戦士ガンダムSEED』20周年記念MSセット[メタリック]                                           | 2023年12月 | 機動戦士ガンダムSEED              | フリーダムガンダム、ジャスティスガンダムおよびHG プロヴィデンスガンダムのメタリック仕様セット      |

#### ガンダムフロント東京限定
| 型式番号  | 商品名                                                             | 発売時期   | 作品名                                   | 備考 |
| --------- | ------------------------------------------------------------------ | ---------- | ---------------------------------------- | ---- |
| RX-78-2   | RG 1/144 ガンダムフロント東京限定 RX-78-2 ガンダム Ver.GFT         | 2012年7月  | 機動戦士ガンダム                         |      |
| MSZ-006-3 | RG 1/144 MSZ-006-3 Zガンダム3号機 初期検証型 Ver.GFT LIMITED COLOR | 2015年11月 | Competition of NEW GUNDAM -RED or WHITE- |      |

#### ガンダムベース限定
商品名はガンダムベース公式サイトの表記に準ずる。
| 型式番号                   | 商品名 | 発売時期   | 作品名                                                    | 備考                                                                                              |
| -------------------------- | --- | ---------- | --------------------------------------------------------- | ------------------------------------------------------------------------------------------------- |
| MSN-06S                    | RG 1/144 ガンダムベース限定 シナンジュ [メタリックグロスインジェクション]                                            | 2017年8月  | 機動戦士ガンダムUC                                        |                                                                                                   |
| RX-0                       | RG 1/144 ガンダムベース限定 RX-0 ユニコーンガンダム Ver.TWC                                                          | 2017年9月  | 機動戦士ガンダムUC                                        |                                                                                                   |
| XXXG-00W0                  | RG 1/144 ガンダムベース限定 ウイングガンダムゼロ EW [クリアカラー]                                                   | 2017年12月 | 新機動戦記ガンダムW Endless Waltz                         |                                                                                                   |
| RX-0                       | RG 1/144 ガンダムベース限定 RX-0 ユニコーンガンダム(デストロイモード) Ver.TWC(LIGHTING MODEL)                        | 2018年6月  | 機動戦士ガンダムUC                                        |                                                                                                   |
| RX-0                       | RG 1/144 ガンダムベース限定 ユニコーンガンダム [ゴールドコーティング]                                                | 2018年8月  | 機動戦士ガンダムUC                                        |                                                                                                   |
| GNT-0000/FS                | RG 1/144 ガンダムベース限定 ダブルオークアンタフルセイバー [クリアカラー]                                            | 2018年12月 | 機動戦士ガンダム00V戦記                                   |                                                                                                   |
| RX-0[N]                    | RG 1/144 ガンダムベース限定 ユニコーンガンダム2号機 バンシィ・ノルン (デストロイモード) (LIGHTING MODEL)             | 2019年4月  | 機動戦士ガンダムUC                                        |                                                                                                   |
| GNT-0000/FS                | RG 1/144 ガンダムベース限定 ダブルオークアンタフルセイバー[トランザムクリア]                                         | 2019年11月 | 機動戦士ガンダム00V戦記                                   |                                                                                                   |
| RX-93                      | RG 1/144 ガンダムベース限定 νガンダム[チタニウムフィニッシュ]                                                        | 2020年2月  | 機動戦士ガンダム 逆襲のシャア                             |                                                                                                   |
| RX-0                       | RG 1/144 ガンダムベース限定 ユニコーンガンダム ペルフェクティビリティ                                                | 2020年8月  | 機動戦士ガンダムUC                                        |                                                                                                   |
| GN-001                     | RG 1/144 ガンダムベース限定 ガンダムエクシア[トランザムクリア]                                                       | 2020年11月 | 機動戦士ガンダム00                                        |                                                                                                   |
| GN-0000+GNR-010            | RG 1/144 ガンダムベース限定 ダブルオーライザー[トランザムクリア]                                                     | 2020年11月 | 機動戦士ガンダム00                                        |                                                                                                   |
| GNT-0000                   | RG 1/144 ガンダムベース限定 ダブルオークアンタ[トランザムクリア]                                                     | 2020年11月 | 劇場版 機動戦士ガンダム00 -A wakening of the Trailblazer- |                                                                                                   |
| MBF-02+AQM/E-X01           | RG 1/144 ガンダムベース限定 ストライクルージュ グランドスラム装備型                                                  | 2021年2月  | 機動戦士ガンダムSEED                                      | RG仕様のエールストライカーが付属                                                                  |
| MSN-02                     | RG 1/144 ガンダムベース限定 ジオング[クリアカラー]                                                                   | 2021年10月 | 機動戦士ガンダム                                          |                                                                                                   |
| GAT-X105+AQM/E-X01、FX-550 | RG 1/144 ガンダムベース限定 エールストライクガンダム & スカイグラスパー ランチャー/ソードパック セット[クリアカラー] | 2022年7月  | 機動戦士ガンダムSEED                                      | RG仕様のエール、ランチャー、ソードのストライカーパックを同梱。相互に組み換えが可能。              |
| RX-93-ν2                   | RG 1/144 ガンダムベース限定 Hi-νガンダム[チタニウムフィニッシュ]                                                     | 2022年11月 | 機動戦士ガンダム 逆襲のシャア ベルトーチカ・チルドレン    | 当初2022年1月発売予定だったが、新型コロナウイルス感染症拡大を受け2022年11月発売へと変更となった。 |
| RX-0                       | RG 1/144 ガンダムベース限定 RX-0 ユニコーンガンダム (最終決戦仕様) [スペシャルコーティング]                          | 2023年7月  | 機動戦士ガンダムUC                                        |                                                                                                   |
| ZGMF-X10A                  | RG 1/144 ガンダムベース限定 ZGMF-X10A フリーダムガンダム Ver.GCP                                                     | 2023年12月 | 機動戦士ガンダムSEED                                      | 2022年8月にプレミアムバンダイ(ガンダムベースオンラインショップ)にて先行抽選販売が行われている。   |
| MSN-02                     | RG 1/144 ガンダムベース限定 ジオング [スペシャルコーティング]                                                        | 2024年8月  | 機動戦士ガンダム                                          |                                                                                                   |
| MSN-04                     | RG 1/144 ガンダムベース限定 サザビー [メカニカルコアメッキ]                                                          | 2024年12月 | 機動戦士ガンダム 逆襲のシャア                             |                                                                                                   |
| GF-13-017NJ II             | RG 1/144 ガンダムベース限定 ゴッドガンダム ハイパーモード                                                            | 2025年3月  | 機動武闘伝Gガンダム                                       |                                                                                                   |
| RX-78-2                    | RG 1/144 ガンダムベース限定 RX-78-2 ガンダム Ver.2.0 [ガンダムベースカラー]                                          | 2025年4月  | 機動戦士ガンダム                                          |                                                                                                   |

#### GUNDAM SIDE-F限定
商品名はガンダムベース公式サイトの表記に準ずる。
| 商品名                                                            | 発売時期   | 備考 |
| ----------------------------------------------------------------- | ---------- | ---- |
| RG 1/144 RX-93ff νガンダム                                        | 2022年4月  |      |
| RG 1/144 MSN-04FF サザビー                                        | 2023年4月  |      |
| RG 1/144 GUNDAM SIDE-F限定 νガンダム (ファーストロットカラーVer.) | 2023年12月 |      |
| RG 1/144 RX-93ff νガンダム [クリアカラー]                         | 2024年7月  |      |
| RG 1/144 νガンダム(ダブル・フィン・ファンネル装備型)              | 2024年12月 |      |

#### プレミアムバンダイ限定(ホビーオンラインショップ)
商品名はプレミアムバンダイ(ホビーオンラインショップ)の表記に準ずる。
| 型式番号           | 商品名                                                                                                 | 発売時期      | 作品名                                                         | 備考                       |
| ------------------ | --- | ------------- | -------------------------------------------------------------- | -------------------------- |
| GAT-X105           | RG 1/144 GAT-X105ストライクガンダム                                                                    | 2012年3月     | 機動戦士ガンダムSEED                                           |                            |
| GAT-X105           | RG 1/144 GAT-X105ストライクガンダム ディアクティブモード                                               | 2012年3月     | 機動戦士ガンダムSEED                                           |                            |
| ZGMF-X10A          | RG 1/144 ZGMF-X10A フリーダムガンダム ディアクティブモード                                             | 2012年5月     | 機動戦士ガンダムSEED                                           |                            |
| ZGMF-X09A          | RG 1/144 ZGMF-X09A ジャスティスガンダム ディアクティブモード                                           | 2012年9月     | 機動戦士ガンダムSEED                                           |                            |
| MBF-02+AQM/E-M1    | RG 1/144 ストライクルージュ＋HG 1/144 I.W.S.P.                                                         | 2013年1月     | 機動戦士ガンダムSEED                                           | I.W.S.P.用新規デカール付属 |
| MSZ-006-3          | RG 1/144 MSZ-006-3 ゼータガンダム３号機                                                                | 2013年3月     | ガンダム新体験 グリーンダイバーズ、EVOLVE../9 MSZ-006 Z-GUNDAM |                            |
| ZGMF-X42S          | RG 1/144 デスティニーガンダム用 拡張エフェクトユニット“光の翼”                                         | 2013年5月     | 機動戦士ガンダムSEED DESTINY                                   |                            |
| ZGMF-X42S          | RG 1/144 デスティニーガンダム ディアクティブモード                                                     | 2013年9月     | 機動戦士ガンダムSEED DESTINY                                   |                            |
| ZGMF-X20A          | RG 1/144 ストライクフリーダムガンダム用 拡張エフェクトユニット“天空の翼”                               | 2013年11月    | 機動戦士ガンダムSEED DESTINY                                   |                            |
| ZGMF-X20A          | RG 1/144 ストライクフリーダムガンダム ディアクティブモード                                             | 2014年3月     | 機動戦士ガンダムSEED DESTINY                                   |                            |
| GN-001             | RG 1/144 ガンダムエクシア用リペアパーツセット                                                          | 2014年5月     | 機動戦士ガンダム00                                             |                            |
| GN-001             | RG 1/144 ガンダムエクシア （トランザムモード） グロスインジェクションVer.                              | 2014年6月     | 機動戦士ガンダム00                                             |                            |
| RX-78/C.A          | RG 1/144 キャスバル専用ガンダム                                                                        | 2014年9月     | ギレンの野望                                                   |                            |
| GNY-001F           | RG 1/144 ガンダムアストレア タイプ-Ｆ                                                                  | 2014年10月    | 機動戦士ガンダム00F                                            |                            |
| GNY-001            | RG 1/144 ガンダムエクシア用 ガンダムアストレアパーツセット                                             | 2014年10月    | 機動戦士ガンダム00P                                            |                            |
| XXXG-00W0          | RG 1/144 ウイングガンダムゼロ ＥＷ用 拡張エフェクトユニット “セラフィムフェザー”                       | 2015年1月     | 新機動戦記ガンダムW Endless Waltz                              |                            |
| RX-78-3            | RG 1/144 RX-78-3 G-3ガンダム                                                                           | 2015年4月     | 機動戦士ガンダムMSV                                            |                            |
| GN-0000+GNR-010    | RG 1/144 トランザムライザー グロスインジェクションVer.                                                 | 2015年6月     | 機動戦士ガンダム00                                             |                            |
| MSM-07             | RG 1/144 MSM-07 量産型ズゴック                                                                         | 2015年8月     | 機動戦士ガンダム                                               |                            |
| MBF-P03            | RG 1/144 ガンダムアストレイ ブルーフレーム                                                             | 2015年12月    | 機動戦士ガンダムSEED ASTRAY                                    |                            |
| MBF-P01            | RG 1/144 ガンダムアストレイ ゴールドフレーム                                                           | 2016年7月     | 機動戦士ガンダムSEED ASTRAY                                    |                            |
| MSN-06S            | RG 1/144 シナンジュ用 拡張セット                                                                       | 2016年9月     | 機動戦士ガンダムUC                                             |                            |
| GN-0000/7S         | RG 1/144 ダブルオーガンダム セブンソード                                                               | 2016年12月    | 機動戦士ガンダム00V戦記                                        |                            |
| GN-001REII         | RG 1/144 ガンダムエクシア リペアII                                                                     | 2017年3月     | 機動戦士ガンダム00                                             |                            |
| GNT-0000/FS        | RG 1/144 ダブルオークアンタ フルセイバー                                                               | 2017年4月     | 機動戦士ガンダム00V戦記                                        |                            |
| MSZ-006            | RG 1/144 ゼータガンダム RGリミテッドカラーVer.                                                         | 2017年8月     | 機動戦士Ζガンダム                                              |                            |
| RX-178             | RG 1/144 ガンダムMk-II RGリミテッドカラーVer.                                                          | 2017年8月     | 機動戦士Ζガンダム                                              |                            |
| MBF-P01-Re         | RG 1/144 ガンダムアストレイ ゴールドフレーム天（アマツ）                                               | 2017年9月     | 機動戦士ガンダムSEED ASTRAY                                    |                            |
| GAT-X105B/FP       | RG 1/144 ビルドストライクガンダム フルパッケージ（RGシステムイメージカラー）                           | 2017年11月    | ガンダムビルドファイターズ                                     |                            |
| GN-0000/7SGDS2     | RG 1/144 ダブルオーガンダム セブンソード/G インスペクション                                            | 2017年12月    | 機動戦士ガンダム00V戦記                                        |                            |
| GNT-0000           | RG 1/144 ダブルオークアンタ（トランザムモード） [メタリックグロスインジェクション]                     | 2017年12月    | 劇場版 機動戦士ガンダム00 -A wakening of the Trailblazer-      |                            |
| MS-06R-1A          | RG 1/144 MS-06R-1A シン・マツナガ専用ザクII                                                            | 2018年1月     | 機動戦士ガンダムMSV                                            |                            |
| MSZ-006            | RG 1/144 ゼータガンダム (バイオセンサーイメージカラー)                                                 | 2018年2月     | 機動戦士Ζガンダム                                              |                            |
| MS-06R-1A          | 【トリプルアクションベース付き】RG 1/144 黒い三連星専用ザクII 3機セット                                | 2018年3月     | 機動戦士ガンダムMSV                                            |                            |
| MS-06R-1A          | RG 1/144 MS-06R-1A 黒い三連星専用ザクII                                                                | 2018年3月     | 機動戦士ガンダムMSV                                            |                            |
| MS-06F             | RG 1/144 MS-06F ザク・マインレイヤー                                                                   | 2018年5月     | 機動戦士ガンダムMSV                                            |                            |
| MS-06R-2           | RG 1/144 MS-06R-2 ギャビー・ハザード専用ザクII                                                         | 2018年10月    | 機動戦士ガンダムMSV                                            |                            |
| XXXG-01W           | RG 1/144 ウイングガンダムゼロ EW & ドライツバーク［チタニウムフィニッシュ］                            | 2018年10月    | 新機動戦記ガンダムW Endless Waltz                              |                            |
| OZ-00MS            | RG 1/144 トールギス EW［チタニウムフィニッシュ］                                                       | 2018年10月    | 新機動戦記ガンダムW、新機動戦記ガンダムW Endless Waltz         |                            |
| OZ-00MS2           | RG 1/144 トールギスII                                                                                  | 2018年12月    | 新機動戦記ガンダムW                                            |                            |
| RX-0[N]            | RG 1/144 ユニコーンガンダム2号機 バンシィ・ノルン （最終決戦仕様）                                     | 2019年2月     | 機動戦士ガンダムUC                                             |                            |
| RX-0               | RG 1/144 拡張ユニット アームド・アーマーVN/BS                                                          | 2019年4月     | 機動戦士ガンダムUC                                             |                            |
| MS-06R-1A          | RG 1/144 MS-06R-1A エリック・マンスフィールド専用ザクII                                                | 2019年5月     | 機動戦士ガンダムMSV                                            |                            |
| GN-001REIII        | RG 1/144 ガンダムエクシア リペアIII                                                                    | 2019年6月     | 機動戦士ガンダム00V戦記                                        |                            |
| MBF-P01-Re3        | RG 1/144 ガンダムアストレイ ゴールドフレーム天（アマツ）ハナ                                           | 2019年6月     | 機動戦士ガンダムSEED ASTRAY 天空の皇女                         |                            |
| OZ-00MS2B          | RG 1/144 トールギスIII                                                                                 | 2019年7月     | 新機動戦記ガンダムW Endless Waltz                              |                            |
| MSN-04             | RG 1/144 サザビー［スペシャルコーティング］                                                            | 2019年8月     | 機動戦士ガンダム 逆襲のシャア                                  |                            |
| RX-93              | RG 1/144 νガンダム用ダブル・フィン・ファンネル拡張ユニット                                             | 2019年9月     | 機動戦士ガンダム 逆襲のシャア                                  |                            |
| GAT-X105+AQM/E-YM1 | RG 1/144 パーフェクトストライクガンダム                                                                | 2019年9月     | 機動戦士ガンダムSEED                                           |                            |
| XM-X2              | RG 1/144 クロスボーン・ガンダムX2                                                                      | 2019年12月    | 機動戦士クロスボーン・ガンダム                                 |                            |
| MS-06R-1A          | RG 1/144 MS-06R-1A ユーマ・ライトニング専用ザクII                                                      | 2020年1月     | 機動戦士ガンダムMSV-R                                          |                            |
| RX-0               | RG 1/144 ユニコーンガンダム3号機 フェネクス（ナラティブVer.）                                          | 2020年2月     | 機動戦士ガンダムNT                                             |                            |
| ZGMF-X42S          | RG 1/144 デスティニーガンダム［チタニウムフィニッシュ］                                                | 2020年6月     | 機動戦士ガンダムSEED DESTINY                                   |                            |
| OZ-00MS            | RG 1/144 トールギス（TVアニメカラーVer.）                                                              | 2020年6月     | 新機動戦記ガンダムW                                            |                            |
| MSN-06S            | RG 1/144 シナンジュ［スペシャルコーティング］                                                          | 2020年7月     | 機動戦士ガンダムUC                                             |                            |
| FA-93HWS           | RG 1/144 νガンダム用 HWS拡張セット                                                                     | 2020年9月     | 機動戦士ガンダム 逆襲のシャアMSV                               |                            |
| FA-93HWS           | RG 1/144 νガンダムHWS                                                                                  | 2020年9月     | 機動戦士ガンダム 逆襲のシャアMSV                               |                            |
| ZGMF-X56S/β        | RG 1/144 ソードインパルスガンダム                                                                      | 2020年11月    | 機動戦士ガンダムSEED DESTINY                                   |                            |
| ZGMF-X20A          | RG 1/144 ストライクフリーダムガンダム［チタニウムフィニッシュ］                                        | 2021年1月     | 機動戦士ガンダムSEED DESTINY                                   |                            |
| OZ-00MS2B          | RG 1/144 トールギスIII［チタニウムフィニッシュ］                                                       | 2021年6月     | 新機動戦記ガンダムW Endless Waltz                              |                            |
| RX-93-ν2           | RG 1/144 Hi-νガンダム専用ハイパー・メガ・バズーカ・ランチャー                                          | 2021年9月     | 機動戦士ガンダム 逆襲のシャア ベルトーチカ・チルドレン         |                            |
| RX-78-2            | RG 1/144 RX-78-2 ガンダム（チームブライトカスタム）                                                    | 2021年10月    | ガンダムビルドリアル                                           |                            |
| MS-06R-1A          | RG 1/144 高機動型ザクII（チームモンストルカスタム）                                                    | 2021年10月    | ガンダムビルドリアル                                           |                            |
| MS-06R-2           | RG 1/144 MS-06R-2 ロバート・ギリアム専用ザクII                                                         | 2022年5月     | 機動戦士ガンダムMSV                                            |                            |
| GF13-017NJ II      | RG 1/144 ゴッドガンダム用 拡張セット                                                                   | 2022年9月     | 機動武闘伝Gガンダム                                            |                            |
| ZGMF-X56S/θ        | RG 1/144 デスティニーインパルス                                                                        | 2023年4月     | 機動戦士ガンダムSEED DESTINY MSD                               |                            |
| RX-93-ν2           | RG 1/144 Hi-νガンダム用 フィン・ファンネルエフェクト                                                   | 2023年7月     | 機動戦士ガンダム 逆襲のシャア ベルトーチカ・チルドレン         |                            |
| GN-0000+GNR-010/XN | RG 1/144 ダブルオーザンライザー                                                                        | 2024年1月     | 機動戦士ガンダム00V                                            |                            |
| RX-78-2            | RG 1/144 RX-78-2 ガンダム Ver.2.0用武器セット                                                          | 2024年8月     | 機動戦士ガンダム                                               |                            |
| ZGMF-56E2/γ        | RG 1/144 ブラストインパルスガンダムSpecII                                                              | 2024年9月     | 機動戦士ガンダムSEED FREEDOM                                   |                            |
| ORB-01             | RG 1/144 アカツキガンダム用シラヌイパック & HGゼウスシルエット用接続パーツ                             | 2024年12月    | 機動戦士ガンダムSEED DESTINY、機動戦士ガンダムSEED FREEDOM     |                            |
| RX-0[N]            | 【抽選販売】RG 1/144 ユニコーンガンダム２号機 バンシィ・ノルン (最終決戦仕様) [スペシャルコーティング] | 2025年2月     | 機動戦士ガンダムUC                                             |                            |
| ZGMF-56E2/β        | RG 1/144 ソードインパルスガンダムSpecII                                                                | 2025年3月     | 機動戦士ガンダムSEED FREEDOM                                   |                            |
| GN-001/hs-A01D     | RG 1/144 ガンダムアヴァランチエクシアダッシュ                                                          | 2025年6月予定 | 機動戦士ガンダム00V戦記                                        |                            |
| MS-06S             | 【抽選販売】RG 1/144 MS-06S ザクII [初音ミクVer.]                                                      | 2025年8月予定 |                                                                | 初音ミクコラボ             |

### ヱヴァンゲリヲン新劇場版

#### 一般販売
商品名はバンダイホビーサイトの表記に準じる。
| 商品名                                                                             | 発売時期   | 備考 |
| ---------------------------------------------------------------------------------- | ---------- | ---- |
| RG 汎用ヒト型決戦兵器 人造人間エヴァンゲリオン初号機                               | 2020年3月  |      |
| RG 汎用ヒト型決戦兵器 人造人間エヴァンゲリオン初号機DX 輸送台セット                | 2020年3月  |      |
| RG 汎用ヒト型決戦兵器 人造人間エヴァンゲリオン試作零号機                           | 2020年6月  |      |
| RG 汎用ヒト型決戦兵器 人造人間エヴァンゲリオン試作零号機DX 陽電子砲セット          | 2020年6月  |      |
| RG 汎用ヒト型決戦兵器 人造人間エヴァンゲリオン 正規実用型 2号機（先行量産機）      | 2020年9月  |      |
| RG 汎用ヒト型決戦兵器 人造人間エヴァンゲリオン 正規実用型(ヴィレカスタム) 8号機α   | 2021年1月  |      |
| RG エヴァンゲリオン Mark.06                                                        | 2021年6月  |      |
| RG 汎用ヒト型決戦兵器 人造人間エヴァンゲリオン 正規実用型 3号機 ESVシールド セット | 2021年12月 |      |

#### プレミアムバンダイ限定(ホビーオンラインショップ)
| 商品名                                                                                | 発売時期      | 備考 |
| ------------------------------------------------------------------------------------- | ------------- | ---- |
| RG エヴァンゲリオン専用拘束兼移動式射出台セット                                       | 2022年2月発売 |      |
| RG 汎用ヒト型決戦兵器 人造人間エヴァンゲリオン 初号機（シン・エヴァンゲリオン劇場版） | 2022年2月発売 |      |
| RG 汎用ヒト型決戦兵器 人造人間エヴァンゲリオン４号機                                  | 2022年2月発売 |      |
| RG エヴァンゲリオン用武器セット                                                       | 2023年1月発売 |      |

### 勇者王ガオガイガー

#### 一般販売
- RG ガオガイガー（2022年9月）[j 126]

#### プレミアムバンダイ限定(ホビーオンラインショップ)
- RG ゴルディーマーグ（2022年9月）[j 127]